# Callogobius
Callogobius és un gènere de peixos de la família dels gòbids i de l'ordre dels perciformes.

## Taxonomia
- Callogobius amikami (Goren, Miroz & Baranes, 1991)
- Callogobius bauchotae (Goren, 1979)
- Callogobius bifasciatus (Smith, 1958)
- Callogobius centrolepis (Weber, 1909)
- Callogobius clitellus (McKinney & Lachner, 1978)
- Callogobius crassus (McKinney & Lachner, 1984)
- Callogobius depressus (Ramsay & Ogilby, 1886)
- Callogobius dori (Goren, 1980)
- Callogobius flavobrunneus (Smith, 1958)
- Callogobius hasseltii (Bleeker, 1851)
- Callogobius hastatus (McKinney & Lachner, 1978)
- Callogobius liolepis (Koumans, 1931)
- Callogobius maculipinnis (Fowler, 1918)
- Callogobius mucosus (Günther, 1872)
- Callogobius nigromarginatus (Chen & Shao, 2000)[2]
- Callogobius okinawae (Snyder, 1908)
- Callogobius plumatus (Smith, 1959)
- Callogobius producta (Herre, 1927)
- Callogobius sclateri (Steindachner, 1879)
- Callogobius seshaiyai (Jacob & Rangarajan, 1960)
- Callogobius sheni (Chen, Chen & Fang, 2006)[3]
- Callogobius snelliusi (Koumans, 1953)
- Callogobius stellatus (McKinney & Lachner, 1978)
- Callogobius tanegasimae (Snyder, 1908)[4][5][6][7][8]